# Molophilus (Molophilus) macrocerus
Molophilus (Molophilus) macrocerus is een tweevleugelige uit de familie steltmuggen (Limoniidae). De soort komt voor in het Australaziatisch gebied.